# Золотой Барс (кинофестиваль)
Международный кинофестиваль «Золотой Барс» — международный кинофестиваль в Южной Осетии. Проводится в Цхинвале с 2009 года. В 2009 году носил название «Утренняя звезда» («Бонварон»). В программу фестиваля входят художественные и документальные фильмы.

## I Международный кинофестиваль «Утренняя звезда» («Бонварон»)
Проходил 16 сентября — 18 сентября 2009 года. Тематика фестиваля — война 2008 года в Южной Осетии. В программу фестиваля входили 14 фильмов: «Неразделимый народ» Р. Гаспарянца, «Раны Цхинвала» А. Степаненко, «Август 2008. Сильные духом» Л. Гусова, «08.08.08» А. Акимова, «Правда Цхинвала» Г. Сошкиной, «Август. Цхинвал» А. Салбиева, «В августе 2008» В. Фефилова, «Цхинвал. Больше никто не умрет» И. Гедрович, «Ночь длиною в жизнь», Г. Амкуаба, «История одного геноцида» В. Гасанова, «Спасти любой ценой» А. Сладкова, «Цхинвальская притча» В. Цаликова, «Цхинвальский крест» В. Луцкого, «Сумерки Богов» С. Мирошниченко.

## II Международный кинофестиваль «Золотой Барс»
Проходил 16 сентября −18 сентября 2010 года. Тематика фестиваля — история, культура и обычаи Осетии. В программу фестиваля входили 12 фильмов, в том числе таких режиссёров как В. Валиев, Т. Туаева, Р. Гаспарянца, К. Коштэ, П. Хозиты, Л. Макеевой. В рамках фестиваля прошел вечер памяти первого осетинского кинорежиссера В.Валиева, посвященный 100-летнему юбилею кинорежиссера, обладателя Гран-при VII Международного Венецианского кинофестиваля в 1947 году.